# Fargo (serie de televisión)
Fargo es una serie de televisión antológica estadounidense de género policíaco con notas de humor negro, creada y escrita por Noah Hawley. Su primera temporada transcurre en el mismo universo que la aclamada película del mismo nombre, realizada en 1996 por los hermanos Coen. La primera temporada se estrenó en Estados Unidos el 15 de abril de 2014, en el canal FX. La segunda temporada lo hizo el 12 de octubre de 2015. La tercera se inició el 19 de abril de 2017. La cuarta temporada tendría que haber sido estrenada en abril de 2020, pero debido a la pandemia del Covid-19 su emisión se pospuso hasta septiembre de ese mismo año.
La primera temporada de la serie no es una copia del largometraje de los hermanos Coen, sino que narra los mismos hechos, con distintos desenlaces, pero mantiene múltiples elementos como el humor negro, los giros inesperados de guion y el ambiente de violencia absoluta, que trasladan también a la cinta original. Las siguientes temporadas, ambientadas en épocas completamente diferentes, narran historias independientes y muy diferentes entre sí, aunque mantienen también la conexión con la película original en cuanto a su visión de la violencia y el humor negro que las domina.
El 21 de julio de 2014, FX renovó la serie para una segunda temporada de 10 episodios que se estrenó el 12 de octubre de 2015. El 23 de noviembre de 2015, se anunció una tercera temporada que tiene como protagonistas a Ewan McGregor, Carrie Coon y Mary Elizabeth Winstead y que se estrenó en abril de 2017. En agosto de 2018, la serie fue renovada para una cuarta temporada, de 11 episodios, que se estrenó el 27 de septiembre de 2020.
En febrero de 2022, la serie fue renovada para una quinta temporada, que está protagonizada por Jon Hamm, Juno Temple y Jennifer Jason Leigh.

## Temporadas
| Temporada | Temporada | Episodios | Episodios | Emisión original         | Emisión original        |
| Temporada | Temporada | Episodios | Episodios | Primera emisión          | Última emisión          |
| --------- | --------- | --------- | --------- | ------------------------ | ----------------------- |
|           | 1         | 10        | 10        | 15 de abril de 2014      | 17 de junio de 2014     |
|           | 2         | 10        | 10        | 12 de octubre de 2015    | 14 de diciembre de 2015 |
|           | 3         | 10        | 10        | 19 de abril de 2017      | 21 de junio de 2017     |
|           | 4         | 11        | 11        | 27 de septiembre de 2020 | 29 de noviembre de 2020 |
|           | 5         | 10        | 10        | 21 de noviembre de 2023  | 16 de enero de 2024     |

## Argumento

### Primera temporada
En enero de 2006, Lorne Malvo (Billy Bob Thornton) llega a la ciudad de Bemidji, Minnesota, donde ejerce una grave influencia sobre el vendedor de seguros Lester Nygaard (Martin Freeman). Tanto llegan a conectar que Lester le cuenta todos sus problemas con Sam Hess, un matón de instituto que lo maltrataba cuando eran adolescentes y que aún sigue molestándolo. Al explicarle sus preocupaciones, Lorne Malvo propone a Lester asesinar a Sam para resolver todos sus problemas, a lo que Lester no dice ni que sí ni que no. Poco después, Sam Hess aparece asesinado en la trastienda de un club de estriptis mientras estaba con una prostituta. Lester se entera de lo ocurrido e intenta no verse involucrado. 
Mientras tanto en su casa, Pearl Nygaard (Kelly Holden-Bashar), la mujer de Lester, piensa que su marido es un perdedor. No solo critica su trabajo, sino también su forma de ser y de actuar ante la vida. Es entonces cuando Lester, movido por la ira y envuelto en un arrebato de locura, la asesina. No sabiendo qué hacer con el cadáver, Lester telefonea a Malvo para que le ayude a deshacerse del cuerpo y ocultar las pruebas. Sin embargo, antes de que Malvo llegue a casa de Lester, aparece Vern Thurman (Shawn Doyle), el jefe de policía de Bemidji, que descubre el cadáver de la mujer de Lester y posteriormente es asesinado por Malvo. La novata policía Molly Solverson (Allison Tolman) y el policía de control animal Gus Grimly (Colin Hanks) trabajan juntos para resolver estos asesinatos en los que poco a poco se van involucrando Malvo y Nygaard.

### Segunda temporada
Ambientada en 1979, la segunda temporada se presenta como una precuela de la primera y relata los hechos de la matanza de Sioux Falls, caso mencionado por Lou Solverson (padre de Molly, interpretado por Keith Carradine en la primera temporada). En esta instancia el joven Lou es interpretado por Patrick Wilson e investiga, junto a su suegro al Sheriff Hank Larsson (Ted Danson), un triple homicidio en un restaurante local conectado con el asesinato del hijo de los Gerhardt, mientras además deben proteger al candidato a presidente republicano Ronald Reagan durante su visita de campaña a Fargo. Peggy Blumquist (Kirsten Dunst), una empleada de un salón de belleza, y su esposo Ed (Jesse Plemons), un carnicero, de la ciudad de Luverne, en Minnesota, encubren el atropello y posterior muerte de Rye Gerhardt (Kieran Culkin), hijo de Floyd Gerhardt (Jean Smart), matriarca de la familia criminal Gerhardt, de la ciudad de Fargo, Dakota del Norte.

### Tercera temporada
La tercera temporada tiene lugar durante 2010 y transcurre en los pueblos de St. Cloud y Eden Valley, Minnesota. Ewan McGregor interpreta a dos hermanos, Emmit y Ray Stussy.
Emmit es un apuesto y exitoso hombre de negocios y dueño de una empresa, mientras que su hermano menor, Ray, es un agente de libertad condicional que culpa a su hermano por la mala fortuna que ha tenido en su vida y le acusa de haberle engañado cuando eran jóvenes para quedarse con la herencia de su difunto padre. La rivalidad entre ambos les lleva inexorablemente hacia un mundo cruel e irracional en el que poco a poco se verán envueltos. Carrie Coon interpreta el papel de Gloria Burgle, la jefa de policía de la ciudad de Eden Valley; mientras que Mary Elizabeth Winstead interpreta a Nikki Swango, una explosiva mujer ex-presidiaria que está saliendo con Ray y que lo lleva cada vez más por el mal camino.

### Cuarta temporada
La cuarta temporada tiene lugar en 1950, transcurre en Kansas City (Misuri), donde dos grupos criminales, una organización de afroestadounidenses y la familia mafiosa de esa ciudad, dominan la ciudad y sus jefes llegan al acuerdo de intercambiar a sus hijos y criarlos como propios. Se encuentra protagonizada por Chris Rock, Jason Schwartzman, Salvatore Esposito, Timothy Olyphant, Ben Whishaw y Jessie Buckley.

### Quinta temporada
Dorothy "Dot" Lyon es una típica ama de casa del Medio Oeste que vive en Scandia (Minnesota) cuyo misterioso pasado vuelve a perseguirla cuando se mete en problemas con las autoridades.

## Reparto principal

### Primera temporada
- Billy Bob Thornton como Lorne Malvo
- Allison Tolman como Molly Solverson
- Colin Hanks como Gus Grimly
- Martin Freeman como Lester Nygaard

### Segunda temporada
- Kirsten Dunst como Peggy Blumquist
- Patrick Wilson como el oficial de policía Lou Solverson
- Jesse Plemons como Ed Blumquist
- Jean Smart como Floyd Gerhardt
- Ted Danson como el Sheriff Hank Larsson

### Tercera temporada
- Ewan McGregor como Emmit y Ray Stussy
- Carrie Coon como Gloria Burgle
- Mary Elizabeth Winstead como Nikki Swango
- Goran Bogdan como Yuri Gurka
- David Thewlis como V. M. Varga

### Cuarta temporada
- Chris Rock como Loy Cannon
- Jason Schwartzman como Josto Fadda
- Salvatore Esposito como Gaetano Fadda
- Timothy Olyphant como Dick "Deafy" Wickware
- Ben Whishaw como Rabbi Milligan
- Jessie Buckley como Oraetta Mayflower

### Quinta temporada
- Jon Hamm como Roy[10]
- Juno Temple como Dot[10]
- Jennifer Jason Leigh como Lorraine[10]

## "This is a true story"
Así como apareciera en la película original de 1996, cada episodio comienza con el texto superpuesto:

This is a true story. The events depicted took place in Minnesota in [year]. At the request of the survivors, the names have been changed. Out of respect for the dead, the rest has been told exactly as it occurred.

Esta es una historia real. Los hechos descritos tuvieron lugar en Minnesota en [año]. A petición de los supervivientes, los nombres han sido cambiados. Por respeto a los muertos, el resto ha sido contado exactamente como ocurrió.

Al igual que en la película, esta afirmación es completamente falsa. Su creador, Noah Hawley, continuó usando el recurso de los hermanos Coen, diciendo que le permitía "contar una historia de una manera nueva".

## Producción

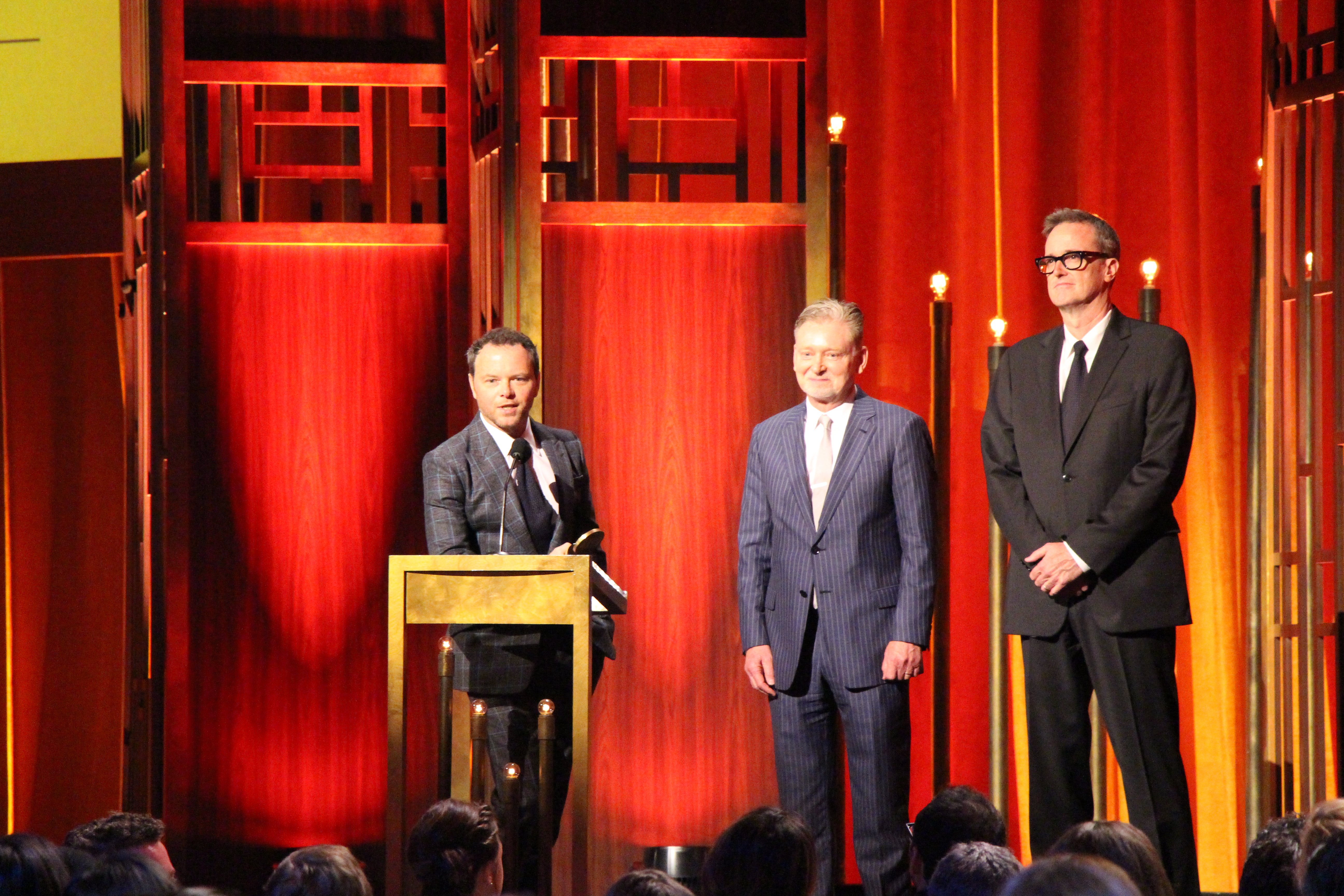
Noah Hawley, Warren Littlefield y John Cameron en la 74.ª gala de los Premios Peabody.

En 2012, se anunció que el canal FX estaba preparando una nueva serie de televisión basada en la película ganadora de dos Oscar Fargo, de la que los hermanos Coen serían productores ejecutivos. En 2013 se hizo público que la adaptación constaría de 10 episodios. El 2 de agosto de ese mismo año, se hizo público que Billy Bob Thornton sería uno de sus protagonistas. El 27 de septiembre de 2013, se confirmó que también participaría Martin Freeman. El 3 de octubre de 2013, se anunció que Colin Hanks había sido elegido para el papel de agente de la policía. La producción comenzó en el otoño de 2013, en los alrededores de Calgary, Alberta, en Canadá.
Luego de la renovación de la serie en julio de 2014, el creador Noah Hawley reveló que la segunda temporada tendría lugar en el año 1979, y se centraría en lo ocurrido en Sioux Falls, Dakota del Sur, hecho que se menciona en la primera temporada. La producción de la segunda temporada comenzó en Calgary el 19 de enero de 2015 y se completó el 20 de mayo de 2015. El primer avance fue lanzado el 17 de junio de 2015.
Para la tercera temporada, Ewan McGregor fue seleccionado en el papel principal de los hermanos Emmit y Ray Stussi, mientras que Carrie Coon fue elegida para el rol femenino principal, como la jefa de policía Gloria Burgle. En septiembre de 2016, Mary Elizabeth Winstead fue contratada para representar a Nikki Swango, mientras que Scoot McNairy firmó para retratar un personaje secundario. En noviembre de 2016 se anunció que Jim Gaffigan se había sumado al elenco de la serie para interpretar el rol de Donny Mashman, aunque luego se informó que el personaje no aparecería en esta temporada debido a problemas de agenda con el actor. En diciembre de 2016, varios actores más se sumaron a la serie, entre ellos, David Thewlis, Michael Stuhlbarg, Shea Whigham, Karan Soni, Fred Melamed y Thomas Mann. El rodaje de la tercera temporada comenzó a principios de enero de 2017 en Calgary, Alberta, Canadá, donde también fueron filmadas las dos temporadas anteriores.
En febrero de 2022, la serie fue renovada para una quinta temporada.

## Premios y nominaciones
| Categoría                                                              | Receptores | Resultado  |
| TCA Awards                                                             | TCA Awards | TCA Awards |
| ---------------------------------------------------------------------- | --- | ---------- |
| Mejor nuevo programa                                                   | Fargo | Nominada   |
| Mejor miniserie o telefilme                                            | Fargo | Nominada   |
| 4° entrega de los Premios de la Crítica Televisiva                     | |            |
| Mejor miniserie                                                        | Fargo | Ganadora   |
| Mejor actor en una miniserie o telefilme                               | Martin Freeman | Nominado   |
| Mejor actor en una miniserie o telefilme                               | Billy Bob Thornton | Ganador    |
| Mejor actor de reparto en una miniserie o telefilme                    | Colin Hanks | Nominado   |
| Mejor actriz de reparto en una miniserie o telefilme                   | Allison Tolman | Ganadora   |
| 66° entrega de los Primetime Emmy Awards                               | |            |
| Mejor miniserie                                                        | Fargo | Ganador    |
| Mejor actor - Miniserie o telefilme                                    | Martin Freeman | Nominado   |
| Mejor actor - Miniserie o telefilme                                    | Billy Bob Thornton | Nominado   |
| Mejor actor de reparto - Miniserie o telefilme                         | Colin Hanks | Nominado   |
| Mejor actriz de reparto - Miniserie o telefilme                        | Allison Tolman | Nominada   |
| Mejor dirección - Miniserie, telefilme o especial dramático            | Adam Bernstein ("The Crocodile's Dilemma") | Nominado   |
| Mejor dirección - Miniserie, telefilme o especial dramático            | Colin Bucksey ("Buridan's Ass") | Ganador    |
| Mejor guion en una miniserie, película o especial dramático            | Noah Hawley ("The Crocodile's Dilemma") | Nominado   |
| Primetime Emmy a las Artes Creativas                                   | |            |
| Mejor casting en una miniserie, telefilme o especial                   | Rachel Tenner and Jackie Lind, casting directors | Ganador    |
| Mejor fotografía en una miniserie o telefilme                          | Dana Gonzales ("Buridan's Ass") | Nominada   |
| Mejor fotografía en una miniserie o telefilme                          | Matt Lloyd ("The Crocodile's Dilemma") | Nominado   |
| Mejor montaje en una miniserie, telefilme o especial monocámara        | Regis Kimble ("Buridan's Ass") | Nominada   |
| Mejor montaje en una miniserie, telefilme o especial monocámara        | Skip MacDonald ("The Crocodile's Dilemma") | Nominado   |
| Mejor montaje en una miniserie, telefilme o especial monocámara        | Bridget Durnford ("The Rooster Prince") | Nominada   |
| Mejor maquillaje en una miniserie, telefilme o especial (No protésico) | Gail Kennedy, Joanne Preece, Gunther Schetterer, and Keith Sayer                                                                                           | Nominados  |
| Mejor composición musical en una miniserie, telefilme o especial       | Jeff Russo ("The Crocodile's Dilemma") | Nominado   |
| Mejor edición de sonido en una miniserie, telefilme o especial         | Frank Laratta, Kevin Buchholz, John Peccatiello, Skye Lewin, Jason Lawrence, Brent Planiden, Adam DeCoster, and Andrew Morgado ("The Crocodile's Dilemma") | Nominados  |
| Mejor mezcla de sonido en una miniserie o telefilme monocámara         | Mike Playfair, David Raines, Mark Server, and Chris Philp ("The Crocodile's Dilemma")                                                                      | Nominados  |